# Veľké Turovce
Veľké Turovce este o comună slovacă, aflată în districtul Levice din regiunea Nitra. Localitatea se află la altitudinea de 135 m deasupra n.m., se întinde pe o suprafață de 9,19 km2 și în 2017 număra 747 de locuitori.

## Istoric
Localitatea Veľké Turovce este atestată documentar din 1156.

## Demografie
| An:                | 1994 | 2004   | 2014   | 2024   |
| ------------------ | ---- | ------ | ------ | ------ |
| Număr de persoane: | 822  | 806    | 750    | 749    |
| Diferență:         |      | −1,94% | −6,94% | −0,13% |

| An:                | 2023 | 2024   |
| ------------------ | ---- | ------ |
| Număr de persoane: | 742  | 749    |
| Diferență:         |      | +0,94% |